# آرثر بريدجيت
آرثر بريدجيت (بالإنجليزية: Arthur Bridgett)‏، من مواليد 11 أكتوبر 1882، وتوفي بتاريخ 26 يوليو 1954، كان لاعب كرة قدم إنجليزيًا، قضى معظم مسيرته الكروية في مركز الجناح الأيسر مع سندرلاند، وشارك أيضًا في إحدى عشرة مباراة دولية مع منتخب إنجلترا. سجّل 116 هدفًا في 347 مباراة بالدوري والكأس على مدار عشرة مواسم مع روكر بارك بعد انضمامه من ستوك عام 1902. أدار لاحقًا كلاً من ساوث شيلدز ونورث شيلدز قبل أن يعود بشكل غير متوقع إلى دوري كرة القدم مع بورت فايل عام 1923 بعد تسع سنوات من غيابه عن المنافسات (مع أنه لعب ضيفًا على النادي مرة واحدة خلال الحرب العالمية الأولى).